# Tanygnathus gramineus
El loro de Buru (Tanygnathus gramineus) es una especie de ave psittaciforme de la familia Psittaculidae endémica de la isla de Buru, en Indonesia.

## Descripción
El loro de Buru mide entre 40 y 42 cm de largo. Su plumaje es principalmente verde, con tonos poco intensos y algo azulados en las alas. Presenta el píleo y la parte superior de las mejillas de color gris azulado y una lista loral negra. Los machos tienen su robusto pico de color rojo, mientras que el de las hembras es grisáceo. Sus sonidos son más agudos y prolongados en comparación con los de sus congéneres como el loro picogordo.
Es un ave parcialmente nocturna, lo que junto a su escasez, hace que sus costumbres sean poco conocidas.

## Distribución y hábitat
El loro de Buru se encuentra únicamente en Buru, perteneciente a las islas Molucas. Ocupa principalmente los bosques del centro de la isla, que es la parte más elevada, encontrándose en elevaciones entre los 700 y 1100 metros de altitud. Realiza ciertos desplazamientos dentro de la isla y suele observarse a loros volando monte arriba y abajo durante la noche.

## Conservación
Se estima que la densidad de población del loro de Buru está entre 1,3–19 individuos/km². Estas aves aparentemente prefieren los bosques de más altitud que en Buru son unos 1.789 km² por encima de los 900 m s. n. m., y 872 km² por encima de los 1.200 metros. Estos bosques están relativamente intactos de las talas que afectan a las zonas costeras. La caza y captura de aves por parte de la población local es bastante limitada, y existe solo un informe de un nativo vendiendo un loro de Buru en el mercado de la cercana isla de Ambon en 1998.
Sin embargo, debido a su limitado hábitat la especie está catalogada como vulnerable desde 1994 por la UICN. Se han estblecido dos áreas protegidas en Buru, Gunung Kapalat Mada (1.380 km²) y Waeapo (50 km²), en parte para proteger el hábitat del loro de Buru.